# Липовицький
Липовицький (пол. Lipowicki potok) — гірський потік в Україні, у Рожнятівському районі Івано-Франківської області у Галичині. Правий доплив Чечви, (басейн Дністра).

## Опис
Довжина потоку 6 км, найкоротша відстань між витоком і гирлом — 5,58  км, коефіцієнт звивистості потоку — 1,08 . Формується багатьма безіменними гірськими потоками. Потік тече у гірському масиві Ґорґани.

## Розташування
Бере початок на північно-західній стороні від гори Явірник (1123,0 м) в урочищі Підявірник. Тече переважно на північний захід через село Липовицю і на південно-східній стороні від села Суходіл впадає у річку Чечву, ліву притоку Лімниці.